# Classificació de la Copa del Món de futbol 2010-UEFA
Per a la Copa del Món de Futbol 2010, la UEFA té un total de tretze places directes, que es jugaran entre 53 seleccions. El torneig classificatori s'iniciarà l'agost del 2008, després de finalitzar l'Eurocopa 2008, i marcarà el debut de Montenegro en un torneig internacional.
Els 53 equips van ser dividits en nou grups, vuit de sis equips i un de només cinc. En cada grup es jugarà una lligueta d'anada i tornada, en la qual el guanyador es classificarà immediatament per la Copa Mundial. Dels 9 segons classificats quedarà eliminat l'equip que tingui pitjor classificació, els altres 8 s'enfrontaran en 4 eliminatòries directes d'on sortiran les 4 seleccions que completaran les 13 places.

## Resultats

### Grup 1
| Equip     | Pts | PJ | PG | PE | PP | GF | GC | Dif |
| --------- | --- | -- | -- | -- | -- | -- | -- | --- |
| Dinamarca | 21  | 10 | 6  | 3  | 1  | 16 | 5  | +11 |
| Portugal  | 19  | 10 | 5  | 4  | 1  | 17 | 5  | +12 |
| Suècia    | 18  | 10 | 5  | 3  | 2  | 13 | 5  | +8  |
| Hongria   | 16  | 10 | 5  | 1  | 4  | 10 | 8  | +2  |
| Albània   | 7   | 10 | 1  | 4  | 5  | 6  | 13 | -7  |
| Malta     | 1   | 10 | 0  | 1  | 9  | 0  | 26 | -26 |

| 6 de setembre de 2008  | Tirana      | Albània   | 0:0       | Suècia    |
| 6 de setembre de 2008  | Ta'Qali     | Malta     | 0:4 (0:1) | Portugal  |
| 6 de setembre de 2008  | Budapest    | Hongria   | 0:0       | Dinamarca |
| 10 de setembre de 2008 | Solna       | Suècia    | 2:1 (0:0) | Hongria   |
| 10 de setembre de 2008 | Lisboa      | Portugal  | 2:3 (1:0) | Dinamarca |
| 10 de setembre de 2008 | Tirana      | Albània   | 3:0 (1:0) | Malta     |
| 11 d'octubre de 2008   | Budapest    | Hongria   | 2:0 (0:0) | Albània   |
| 11 d'octubre de 2008   | Copenhaguen | Dinamarca | 3:0 (2:0) | Malta     |
| 11 d'octubre de 2008   | Solna       | Suècia    | 0:0       | Portugal  |
| 15 d'octubre de 2008   | Ta'Qali     | Malta     | 0:1 (0:1) | Hongria   |
| 15 d'octubre de 2008   | Braga       | Portugal  | 0:0       | Albània   |
| 11 de febrer de 2009   | Ta'Qali     | Malta     | 0:0       | Albània   |
| 28 de març de 2009     | Ta'Qali     | Malta     | 0:3 (0:2) | Dinamarca |
| 28 de març de 2009     | Tirana      | Albània   | 0:1 (0:1) | Hongria   |
| 28 de març de 2009     | Porto       | Portugal  | 0:0       | Suècia    |
| 1 d'abril de 2009      | Budapest    | Hongria   | 3:0 (1:0) | Malta     |
| 1 d'abril de 2009      | Copenhaguen | Dinamarca | 3:0 (2:0) | Albània   |
| 6 de juny de 2009      | Ta'Qali     | Albània   | 1:2 (1:1) | Portugal  |
| 6 de juny de 2009      | Solna       | Suècia    | 0:1 (0:1) | Dinamarca |
| 10 de juny de 2009     | Goteborg    | Suècia    | 4:0 (1:0) | Malta     |
| 5 de setembre de 2009  | Copenhaguen | Dinamarca | 1:1 (1:0) | Portugal  |
| 5 de setembre de 2009  | Budapest    | Hongria   | 1:2 (0:1) | Suècia    |
| 9 de setembre de 2009  | Budapest    | Hongria   | 0:1 (0:1) | Portugal  |
| 9 de setembre de 2009  | Ta'Qali     | Malta     | 0:1 (0:0) | Suècia    |
| 9 de setembre de 2009  | Tirana      | Albània   | 1:1 (0:1) | Dinamarca |
| 10 d'octubre de 2009   | Lisboa      | Portugal  | 3:0 (1:0) | Hongria   |
| 10 d'octubre de 2009   | Copenhaguen | Dinamarca | 1:0 (0:0) | Suècia    |
| 14 d'octubre de 2009   | Copenhaguen | Dinamarca | 0:1 (0:1) | Hongria   |
| 14 d'octubre de 2009   | Guimaraes   | Portugal  | 4:0 (2:0) | Malta     |
| 14 d'octubre de 2009   | Solna       | Suècia    | 4:1 (3:0) | Albània   |

### Grup 2
| Equip     | Pts | PJ | PG | PE | PP | GF | GC | Dif |
| --------- | --- | -- | -- | -- | -- | -- | -- | --- |
| Suïssa    | 21  | 10 | 6  | 3  | 1  | 18 | 8  | +10 |
| Grècia    | 20  | 10 | 6  | 2  | 2  | 20 | 10 | +10 |
| Letònia   | 17  | 10 | 5  | 2  | 3  | 18 | 15 | +3  |
| Israel    | 16  | 10 | 4  | 4  | 2  | 20 | 10 | +10 |
| Luxemburg | 5   | 10 | 1  | 2  | 7  | 4  | 25 | -21 |
| Moldàvia  | 3   | 10 | 0  | 3  | 7  | 6  | 18 | -12 |

| 6 de setembre de 2008  | Tiraspol     | Moldàvia  | 1:2 (0:2) | Letònia   |
| 6 de setembre de 2008  | Ramat Gan    | Israel    | 2:2 (0:1) | Suïssa    |
| 6 de setembre de 2008  | Luxemburg    | Luxemburg | 0:3 (0:2) | Grècia    |
| 10 de setembre de 2008 | Zúric        | Suïssa    | 1:2 (1:1) | Luxemburg |
| 10 de setembre de 2008 | Chisinau     | Moldàvia  | 1:2 (1:2) | Israel    |
| 10 de setembre de 2008 | Riga         | Letònia   | 0:2 (0:1) | Grècia    |
| 11 d'octubre de 2008   | Luxemburg    | Luxemburg | 1:3 (1:1) | Israel    |
| 11 d'octubre de 2008   | Sankt Gallen | Suïssa    | 2:1 (0:0) | Letònia   |
| 11 d'octubre de 2008   | Pireu        | Grècia    | 3:0 (2:0) | Moldàvia  |
| 15 d'octubre de 2008   | Luxemburg    | Luxemburg | 0:0       | Moldàvia  |
| 15 d'octubre de 2008   | Riga         | Letònia   | 1:1 (0:0) | Israel    |
| 15 d'octubre de 2008   | Pireu        | Grècia    | 1:2 (0:1) | Suïssa    |
| 28 de març de 2009     | Luxemburg    | Luxemburg | 0:4 (0:1) | Letònia   |
| 28 de març de 2009     | Chisinau     | Moldàvia  | 0:2 (0:1) | Suïssa    |
| 28 de març de 2009     | Ramat Gan    | Israel    | 1:1 (0:1) | Grècia    |
| 1 d'abril de 2009      | Heraklion    | Grècia    | 2:1 (1:0) | Israel    |
| 1 d'abril de 2009      | Ginebra      | Suïssa    | 2:0 (1:0) | Moldàvia  |
| 1 d'abril de 2009      | Riga         | Letònia   | 2:0 (1:0) | Luxemburg |
| 5 de setembre de 2009  | Chisinau     | Moldàvia  | 0:0       | Luxemburg |
| 5 de setembre de 2009  | Ramat Gan    | Israel    | 0:1 (0:0) | Letònia   |
| 5 de setembre de 2009  | Basilea      | Suïssa    | 2:0 (0:0) | Grècia    |
| 9 de setembre de 2009  | Chisinau     | Moldàvia  | 1:1 (0:1) | Grècia    |
| 9 de setembre de 2009  | Riga         | Letònia   | 2:2 (0:1) | Suïssa    |
| 9 de setembre de 2009  | Ramat Gan    | Israel    | 7:0 (4:0) | Luxemburg |
| 10 d'octubre de 2009   | Atenes       | Grècia    | 5:2 (1:2) | Letònia   |
| 10 d'octubre de 2009   | Ramat Gan    | Israel    | 3:1 (1:0) | Moldàvia  |
| 10 d'octubre de 2009   | Luxemburg    | Luxemburg | 0:3 (0:3) | Suïssa    |
| 14 d'octubre de 2009   | Basilea      | Suïssa    | 0:0       | Israel    |
| 14 d'octubre de 2009   | Atenes       | Grècia    | 2:1 (2:0) | Luxemburg |
| 14 d'octubre de 2009   | Riga         | Letònia   | 3:2 (2:1) | Moldàvia  |

### Grup 3
| Equip            | Pts | PJ | PG | PE | PP | GF | GC | Dif |
| ---------------- | --- | -- | -- | -- | -- | -- | -- | --- |
| Eslovàquia       | 19  | 10 | 7  | 1  | 2  | 22 | 10 | +12 |
| Eslovènia        | 17  | 10 | 6  | 2  | 2  | 18 | 4  | +14 |
| República Txeca  | 15  | 10 | 4  | 4  | 2  | 17 | 6  | +11 |
| Irlanda del Nord | 14  | 10 | 4  | 3  | 3  | 13 | 9  | +4  |
| Polònia          | 11  | 10 | 3  | 2  | 5  | 19 | 14 | +5  |
| San Marino       | 0   | 10 | 0  | 0  | 10 | 1  | 47 | -46 |

| 6 de setembre de 2008  | Bratislava       | Eslovàquia       | 2:1 (0:0)  | Irlanda del Nord |
| 6 de setembre de 2008  | Wrocław          | Polònia          | 1:1 (1:1)  | Eslovènia        |
| 10 de setembre de 2008 | Serravalle       | San Marino       | 0:2 (0:1)  | Polònia          |
| 10 de setembre de 2008 | Maribor          | Eslovènia        | 2:1 (1:0)  | Eslovàquia       |
| 10 de setembre de 2008 | Belfast          | Irlanda del Nord | 0:0        | República Txeca  |
| 11 d'octubre de 2008   | Chorzow          | Polònia          | 2:1 (1:0)  | República Txeca  |
| 11 d'octubre de 2008   | Serravalle       | San Marino       | 1:3 (1:2)  | Eslovàquia       |
| 11 d'octubre de 2008   | Maribor          | Eslovènia        | 2:0 (0:0)  | Irlanda del Nord |
| 15 d'octubre de 2008   | Teplice          | República Txeca  | 1:0 (0:0)  | Eslovènia        |
| 15 d'octubre de 2008   | Belfast          | Irlanda del Nord | 4:0 (2:0)  | San Marino       |
| 15 d'octubre de 2008   | Bratislava       | Eslovàquia       | 2:1 (0:0)  | Polònia          |
| 19 de novembre de 2008 | Serravalle       | San Marino       | 0:3 (0:0)  | República Txeca  |
| 11 de febrer de 2009   | Serravalle       | San Marino       | 0:3 (0:2)  | Irlanda del Nord |
| 28 de març de 2009     | Maribor          | Eslovènia        | 0:0        | República Txeca  |
| 28 de març de 2009     | Belfast          | Irlanda del Nord | 3:2 (1:1)  | Polònia          |
| 1 d'abril de 2009      | Belfast          | Irlanda del Nord | 1:0 (0:0)  | Eslovènia        |
| 1 d'abril de 2009      | Kielce           | Polònia          | 10:0 (4:0) | San Marino       |
| 1 d'abril de 2009      | Praga            | República Txeca  | 1:2 (1:1)  | Eslovàquia       |
| 6 de juny de 2009      | Bratislava       | Eslovàquia       | 7:0 (5:0)  | San Marino       |
| 12 d'agost de 2009     | Maribor          | Eslovènia        | 5:0 (2:0)  | San Marino       |
| 5 de setembre de 2009  | Bratislava       | Eslovàquia       | 2:2 (0:0)  | República Txeca  |
| 5 de setembre de 2009  | Chorzow          | Polònia          | 1:1 (0:1)  | Irlanda del Nord |
| 9 de setembre de 2009  | Uherske Hradiste | República Txeca  | 7:0 (3:0)  | San Marino       |
| 9 de setembre de 2009  | Belfast          | Irlanda del Nord | 0:2 (0:1)  | Eslovàquia       |
| 9 de setembre de 2009  | Maribor          | Eslovènia        | 3:0 (2:0)  | Polònia          |
| 10 d'octubre de 2009   | Praga            | República Txeca  | 2:0 (0:0)  | Polònia          |
| 10 d'octubre de 2009   | Bratislava       | Eslovàquia       | 0:2 (0:0)  | Eslovènia        |
| 14 d'octubre de 2009   | Praga            | República Txeca  | 0:0        | Irlanda del Nord |
| 14 d'octubre de 2009   | Chorzow          | Polònia          | 0:1 (0:1)  | Eslovàquia       |
| 14 d'octubre de 2009   | Serravalle       | San Marino       | 0:3 (0:1)  | Eslovènia        |

### Grup 4
| Equip         | Pts | PJ | PG | PE | PP | GF | GC | Dif |
| ------------- | --- | -- | -- | -- | -- | -- | -- | --- |
| Alemanya      | 26  | 10 | 8  | 2  | 0  | 26 | 5  | +21 |
| Rússia        | 22  | 10 | 7  | 1  | 2  | 19 | 6  | +13 |
| Finlàndia     | 18  | 10 | 5  | 3  | 2  | 14 | 14 | +0  |
| Gal·les       | 12  | 10 | 4  | 0  | 6  | 9  | 12 | -3  |
| Azerbaidjan   | 5   | 10 | 1  | 2  | 7  | 4  | 14 | -10 |
| Liechtenstein | 2   | 10 | 0  | 2  | 8  | 2  | 23 | -21 |

| 6 de setembre de 2008  | Cardiff         | Gal·les       | 1:0 (0:0) | Azerbaidjan   |
| 6 de setembre de 2008  | Vaduz           | Liechtenstein | 0:6 (0:1) | Alemanya      |
| 10 de setembre de 2008 | Moscou          | Rússia        | 2:1 (1:0) | Gal·les       |
| 10 de setembre de 2008 | Bakú            | Azerbaidjan   | 0:0       | Liechtenstein |
| 10 de setembre de 2008 | Hèlsinki        | Finlàndia     | 3:3 (2:2) | Alemanya      |
| 11 d'octubre de 2008   | Dortmund        | Alemanya      | 2:1 (2:0) | Rússia        |
| 11 d'octubre de 2008   | Hèlsinki        | Finlàndia     | 1:0 (0:0) | Azerbaidjan   |
| 11 d'octubre de 2008   | Cardiff         | Gal·les       | 2:0 (1:0) | Liechtenstein |
| 15 d'octubre de 2008   | Moscou          | Rússia        | 3:0 (1:0) | Finlàndia     |
| 15 d'octubre de 2008   | Mönchengladbach | Alemanya      | 1:0 (0:0) | Gal·les       |
| 28 de març de 2009     | Cardiff         | Gal·les       | 0:2 (0:1) | Finlàndia     |
| 28 de març de 2009     | Moscou          | Rússia        | 2:0 (1:0) | Azerbaidjan   |
| 28 de març de 2009     | Leipzig         | Alemanya      | 4:0 (2:0) | Liechtenstein |
| 1 d'abril de 2009      | Cardiff         | Gal·les       | 0:2 (0:1) | Alemanya      |
| 1 d'abril de 2009      | Vaduz           | Liechtenstein | 0:1 (0:1) | Rússia        |
| 6 de juny de 2009      | Bakú            | Azerbaidjan   | 0:1 (0:1) | Gal·les       |
| 6 de juny de 2009      | Hèlsinki        | Finlàndia     | 2:1 (1:1) | Liechtenstein |
| 10 de juny de 2009     | Hèlsinki        | Finlàndia     | 0:3 (0:1) | Rússia        |
| 12 d'agost de 2009     | Bakú            | Azerbaidjan   | 0:2 (0:1) | Alemanya      |
| 5 de setembre de 2009  | Lenkoran        | Azerbaidjan   | 1:2 (0:0) | Finlàndia     |
| 5 de setembre de 2009  | Sant Petersburg | Rússia        | 3:0 (3:0) | Liechtenstein |
| 9 de setembre de 2009  | Cardiff         | Gal·les       | 1:3 (0:1) | Rússia        |
| 9 de setembre de 2009  | Vaduz           | Liechtenstein | 1:1 (0:0) | Finlàndia     |
| 9 de setembre de 2009  | Hannover        | Alemanya      | 4:0 (1:0) | Azerbaidjan   |
| 10 d'octubre de 2009   | Hèlsinki        | Finlàndia     | 2:1 (1:1) | Gal·les       |
| 10 d'octubre de 2009   | Moscou          | Rússia        | 0:1 (0:1) | Alemanya      |
| 10 d'octubre de 2009   | Vaduz           | Liechtenstein | 0:2 (0:0) | Azerbaidjan   |
| 14 d'octubre de 2009   | Bakú            | Azerbaidjan   | 1:1 (0:1) | Rússia        |
| 14 d'octubre de 2009   | Hamburg         | Alemanya      | 1:1 (0:1) | Finlàndia     |
| 14 d'octubre de 2009   | Vaduz           | Liechtenstein | 0:2 (0:1) | Gal·les       |

### Grup 5
| Equip                | Pts | PJ | PG | PE | PP | GF | GC | Dif |
| -------------------- | --- | -- | -- | -- | -- | -- | -- | --- |
| Espanya              | 30  | 10 | 10 | 0  | 0  | 28 | 5  | +23 |
| Bòsnia i Hercegovina | 19  | 10 | 6  | 1  | 3  | 25 | 13 | +12 |
| Turquia              | 12  | 10 | 4  | 3  | 3  | 13 | 10 | +3  |
| Bèlgica              | 10  | 10 | 3  | 1  | 6  | 13 | 20 | -7  |
| Estònia              | 8   | 10 | 2  | 2  | 6  | 9  | 24 | -15 |
| Armènia              | 4   | 10 | 1  | 1  | 8  | 6  | 22 | -16 |

| 6 de setembre de 2008  | Yerevan     | Armènia              | 0:2 (0:0) | Turquia              |
| 6 de setembre de 2008  | Lieja       | Bèlgica              | 3:2 (1:0) | Estònia              |
| 6 de setembre de 2008  | Múrcia      | Espanya              | 1:0 (0:0) | Bòsnia i Hercegovina |
| 10 de setembre de 2008 | Zenica      | Bòsnia i Hercegovina | 7:0 (2:0) | Estònia              |
| 10 de setembre de 2008 | Albacete    | Espanya              | 4:0 (2:0) | Armènia              |
| 10 de setembre de 2008 | Istanbul    | Turquia              | 1:1 (0:1) | Bèlgica              |
| 11 d'octubre de 2008   | Istanbul    | Turquia              | 2:1 (0:1) | Bòsnia i Hercegovina |
| 11 d'octubre de 2008   | Tallinn     | Estònia              | 0:3 (0:2) | Espanya              |
| 11 d'octubre de 2008   | Brussel·les | Bèlgica              | 2:0 (2:0) | Armènia              |
| 15 d'octubre de 2008   | Brussel·les | Bèlgica              | 1:2 (1:1) | Espanya              |
| 15 d'octubre de 2008   | Tallinn     | Estònia              | 0:0       | Turquia              |
| 15 d'octubre de 2008   | Zenica      | Bòsnia i Hercegovina | 4:1 (2:0) | Armènia              |
| 28 de març de 2009     | Madrid      | Espanya              | 1:0 (0:0) | Turquia              |
| 28 de març de 2009     | Genk        | Bèlgica              | 2:4 (0:1) | Bòsnia i Hercegovina |
| 28 de març de 2009     | Yerevan     | Armènia              | 2:2 (1:1) | Estònia              |
| 1 d'abril de 2009      | Zenica      | Bòsnia i Hercegovina | 2:1 (2:0) | Bèlgica              |
| 1 d'abril de 2009      | Tallinn     | Estònia              | 1:0 (0:0) | Armènia              |
| 1 d'abril de 2009      | Istanbul    | Turquia              | 1:2 (1:0) | Espanya              |
| 5 de setembre de 2009  | La Corunya  | Espanya              | 5:0 (1:0) | Bèlgica              |
| 5 de setembre de 2009  | Yerevan     | Armènia              | 0:2 (0:1) | Bòsnia i Hercegovina |
| 5 de setembre de 2009  | Kayseri     | Turquia              | 4:2 (2:1) | Estònia              |
| 9 de setembre de 2009  | Zenica      | Bòsnia i Hercegovina | 1:1 (1:1) | Turquia              |
| 9 de setembre de 2009  | Mèrida      | Espanya              | 3:0 (1:0) | Estònia              |
| 9 de setembre de 2009  | Yerevan     | Armènia              | 2:1 (1:0) | Bèlgica              |
| 10 d'octubre de 2009   | Tallinn     | Estònia              | 0:2 (0:1) | Bòsnia i Hercegovina |
| 10 d'octubre de 2009   | Brussel·les | Bèlgica              | 2:0 (1:0) | Turquia              |
| 10 d'octubre de 2009   | Yerevan     | Armènia              | 1:2 (0:1) | Espanya              |
| 14 d'octubre de 2009   | Tallinn     | Estònia              | 2:0 (1:0) | Bèlgica              |
| 14 d'octubre de 2009   | Bursa       | Turquia              | 2:0 (2:0) | Armènia              |
| 14 d'octubre de 2009   | Zenica      | Bòsnia i Hercegovina | 2:5 (0:2) | Espanya              |

### Grup 6
| Equip      | Pts | PJ | PG | PE | PP | GF | GC | Dif |
| ---------- | --- | -- | -- | -- | -- | -- | -- | --- |
| Anglaterra | 27  | 10 | 9  | 0  | 1  | 34 | 6  | +28 |
| Ucraïna    | 21  | 10 | 6  | 3  | 1  | 21 | 6  | +15 |
| Croàcia    | 20  | 10 | 6  | 2  | 2  | 19 | 13 | +6  |
| Belarús    | 13  | 10 | 4  | 1  | 5  | 19 | 14 | +5  |
| Kazakhstan | 6   | 10 | 2  | 0  | 8  | 11 | 29 | -18 |
| Andorra    | 0   | 10 | 0  | 0  | 10 | 3  | 39 | -36 |

| 20 d'agost de 2008     | Almati           | Kazakhstan | 3:0 (3:0) | Andorra    |
| 6 de setembre de 2008  | Lviv             | Ucraïna    | 1:0 (0:0) | Belarús    |
| 6 de setembre de 2008  | Zagreb           | Croàcia    | 3:0 (2:0) | Kazakhstan |
| 6 de setembre de 2008  | Barcelona        | Andorra    | 0:2 (0:0) | Anglaterra |
| 10 de setembre de 2008 | Andorra la Vella | Andorra    | 1:3 (0:1) | Belarús    |
| 10 de setembre de 2008 | Zagreb           | Croàcia    | 1:4 (0:1) | Anglaterra |
| 10 de setembre de 2008 | Almati           | Kazakhstan | 1:3 (1:1) | Ucraïna    |
| 11 d'octubre de 2008   | Londres          | Anglaterra | 5:1 (0:0) | Kazakhstan |
| 11 d'octubre de 2008   | Khàrkiv          | Ucraïna    | 0:0       | Croàcia    |
| 15 d'octubre de 2008   | Zagreb           | Croàcia    | 4:0 (2:0) | Andorra    |
| 15 d'octubre de 2008   | Minsk            | Belarús    | 1:3 (1:1) | Anglaterra |
| 1 d'abril de 2009      | Londres          | Anglaterra | 2:1 (1:0) | Ucraïna    |
| 1 d'abril de 2009      | Andorra la Vella | Andorra    | 0:2 (0:2) | Croàcia    |
| 1 d'abril de 2009      | Almati           | Kazakhstan | 1:5 (1:0) | Belarús    |
| 6 de juny de 2009      | Grodno           | Belarús    | 5:1 (2:0) | Andorra    |
| 6 de juny de 2009      | Almati           | Kazakhstan | 0:4 (0:2) | Belarús    |
| 6 de juny de 2009      | Zagreb           | Croàcia    | 2:2 (1:1) | Ucraïna    |
| 10 de juny de 2009     | Kíev             | Ucraïna    | 2:1 (1:1) | Kazakhstan |
| 10 de juny de 2009     | Londres          | Anglaterra | 6:0 (3:0) | Andorra    |
| 12 d'agost de 2009     | Minsk            | Belarús    | 1:3 (0:1) | Croàcia    |
| 5 de setembre de 2009  | Zagreb           | Croàcia    | 1:0 (1:0) | Belarús    |
| 5 de setembre de 2009  | Kíev             | Ucraïna    | 5:0 (2:0) | Andorra    |
| 9 de setembre de 2009  | Andorra la Vella | Andorra    | 1:3 (0:3) | Kazakhstan |
| 9 de setembre de 2009  | Minsk            | Belarús    | 0:0       | Ucraïna    |
| 9 de setembre de 2009  | Londres          | Anglaterra | 5:1 (2:0) | Croàcia    |
| 10 d'octubre de 2009   | Brest            | Belarús    | 4:0 (1:0) | Kazakhstan |
| 10 d'octubre de 2009   | Dnepropetrovsk   | Ucraïna    | 1:0 (1:0) | Anglaterra |
| 14 d'octubre de 2009   | Andorra la Vella | Andorra    | 0:6 (0:1) | Ucraïna    |
| 14 d'octubre de 2009   | Londres          | Anglaterra | 3:0 (1:0) | Belarús    |
| 14 d'octubre de 2009   | Astanà           | Kazakhstan | 1:2 (1:1) | Croàcia    |

### Grup 7
| Equip       | Pts | PJ | PG | PE | PP | GF | GC | Dif |
| ----------- | --- | -- | -- | -- | -- | -- | -- | --- |
| Sèrbia      | 22  | 10 | 7  | 1  | 2  | 22 | 8  | +14 |
| França      | 21  | 10 | 6  | 3  | 1  | 18 | 9  | +9  |
| Àustria     | 14  | 10 | 4  | 2  | 4  | 14 | 15 | -1  |
| Lituània    | 12  | 10 | 4  | 0  | 6  | 10 | 11 | -1  |
| Romania     | 12  | 10 | 3  | 3  | 4  | 12 | 18 | -6  |
| Illes Fèroe | 4   | 10 | 1  | 1  | 8  | 5  | 20 | -15 |

| 6 de setembre de 2008  | Viena        | Àustria     | 3:1 (2:0) | França      |
| 6 de setembre de 2008  | Belgrad      | Sèrbia      | 2:0 (1:0) | Illes Fèroe |
| 6 de setembre de 2008  | Cluj         | Romania     | 0:3 (0:1) | Lituània    |
| 10 de setembre de 2008 | Saint-Denis  | França      | 2:1 (0:0) | Sèrbia      |
| 10 de setembre de 2008 | Marijampole  | Lituània    | 2:0 (0:0) | Àustria     |
| 10 de setembre de 2008 | Tórshavn     | Illes Fèroe | 0:1 (0:0) | Romania     |
| 11 d'octubre de 2008   | Constanţa    | Romania     | 2:2 (2:1) | França      |
| 11 d'octubre de 2008   | Tórshavn     | Illes Fèroe | 1:1 (0:0) | Àustria     |
| 11 d'octubre de 2008   | Belgrad      | Sèrbia      | 3:0 (2:0) | Lituània    |
| 15 d'octubre de 2008   | Kaunas       | Lituània    | 1:0 (1:0) | Illes Fèroe |
| 15 d'octubre de 2008   | Viena        | Àustria     | 1:3 (0:3) | Sèrbia      |
| 28 de març de 2009     | Kaunas       | Lituània    | 0:1 (0:0) | França      |
| 28 de març de 2009     | Constanţa    | Romania     | 2:3 (0:2) | Sèrbia      |
| 1 d'abril de 2009      | Klagenfurt   | Àustria     | 2:1 (2:1) | Romania     |
| 1 d'abril de 2009      | Saint-Denis  | França      | 1:0 (0:0) | Lituània    |
| 6 de juny de 2009      | Belgrad      | Sèrbia      | 1:0 (1:0) | Àustria     |
| 6 de juny de 2009      | Marijampole  | Lituània    | 0:1 (0:1) | Romania     |
| 10 de juny de 2009     | Tórshavn     | Illes Fèroe | 0:2 (0:1) | Sèrbia      |
| 12 d'agost de 2009     | Tórshavn     | Illes Fèroe | 0:1 (0:1) | França      |
| 5 de setembre de 2009  | Graz         | Àustria     | 3:1 (2:0) | Illes Fèroe |
| 5 de setembre de 2009  | Saint-Denis  | França      | 1:1 (0:0) | Romania     |
| 9 de setembre de 2009  | Toftir       | Illes Fèroe | 2:1 (2:1) | Lituània    |
| 9 de setembre de 2009  | Belgrad      | Sèrbia      | 1:1 (1:1) | França      |
| 9 de setembre de 2009  | Bucarest     | Romania     | 1:1 (0:0) | Àustria     |
| 10 d'octubre de 2009   | Innsbruck    | Àustria     | 2:1 (1:0) | Lituània    |
| 10 d'octubre de 2009   | Belgrad      | Sèrbia      | 5:0 (1:0) | Romania     |
| 10 d'octubre de 2009   | Guingamp     | França      | 5:0 (2:0) | Illes Fèroe |
| 14 d'octubre de 2009   | Piatra Neamţ | Romania     | 3:1 (1:0) | Illes Fèroe |
| 14 d'octubre de 2009   | Marijampole  | Lituània    | 2:1 (1:0) | Sèrbia      |
| 14 d'octubre de 2009   | Saint-Denis  | França      | 3:1 (2:0) | Àustria     |

### Grup 8
| Equip               | Pts | PJ | PG | PE | PP | GF | GC | Dif |
| ------------------- | --- | -- | -- | -- | -- | -- | -- | --- |
| Itàlia              | 24  | 10 | 7  | 3  | 0  | 18 | 7  | +11 |
| República d'Irlanda | 18  | 10 | 4  | 6  | 0  | 12 | 8  | +4  |
| Bulgària            | 14  | 10 | 3  | 5  | 2  | 17 | 13 | +4  |
| Xipre               | 9   | 10 | 2  | 3  | 5  | 14 | 16 | -2  |
| Montenegro          | 9   | 10 | 1  | 6  | 3  | 9  | 14 | -5  |
| Geòrgia             | 3   | 10 | 0  | 3  | 7  | 7  | 19 | -12 |

| 6 de setembre de 2008  | Magúncia  | Geòrgia             | 1:2 (0:1) | República d'Irlanda |
| 6 de setembre de 2008  | Larnaca   | Xipre               | 1:2 (1:1) | Itàlia              |
| 6 de setembre de 2008  | Podgorica | Montenegro          | 2:2 (0:1) | Bulgària            |
| 10 de setembre de 2008 | Udine     | Itàlia              | 2:0 (1:0) | Geòrgia             |
| 10 de setembre de 2008 | Podgorica | Montenegro          | 0:0       | República d'Irlanda |
| 11 d'octubre de 2008   | Tbilisi   | Geòrgia             | 1:1 (0:0) | Xipre               |
| 11 d'octubre de 2008   | Sofia     | Bulgària            | 0:0       | Itàlia              |
| 15 d'octubre de 2008   | Dublín    | República d'Irlanda | 1:0 (1:0) | Xipre               |
| 15 d'octubre de 2008   | Tbilisi   | Geòrgia             | 0:0       | Bulgària            |
| 15 d'octubre de 2008   | Lecce     | Itàlia              | 2:1 (2:1) | Montenegro          |
| 11 de febrer de 2009   | Dublín    | República d'Irlanda | 2:1 (0:1) | Geòrgia             |
| 28 de març de 2009     | Podgorica | Montenegro          | 0:2 (0:1) | Itàlia              |
| 28 de març de 2009     | Dublín    | República d'Irlanda | 1:1 (1:0) | Bulgària            |
| 28 de març de 2009     | Larnaca   | Xipre               | 2:1 (1:0) | Geòrgia             |
| 1 d'abril de 2009      | Tbilisi   | Geòrgia             | 0:0       | Montenegro          |
| 1 d'abril de 2009      | Sofia     | Bulgària            | 2:0 (1:0) | Xipre               |
| 1 d'abril de 2009      | Bari      | Itàlia              | 1:1 (1:0) | República d'Irlanda |
| 6 de juny de 2009      | Larnaca   | Xipre               | 2:2 (2:0) | Montenegro          |
| 6 de juny de 2009      | Sofia     | Bulgària            | 1:1 (1:1) | República d'Irlanda |
| 5 de setembre de 2009  | Sofia     | Bulgària            | 4:1 (1:1) | Montenegro          |
| 5 de setembre de 2009  | Nicòsia   | Xipre               | 1:2 (1:1) | República d'Irlanda |
| 5 de setembre de 2009  | Tbilisi   | Geòrgia             | 0:2 (0:0) | Itàlia              |
| 9 de setembre de 2009  | Podgorica | Montenegro          | 1:1 (0:0) | Xipre               |
| 9 de setembre de 2009  | Torí      | Itàlia              | 2:0 (2:0) | Bulgària            |
| 10 d'octubre de 2009   | Podgorica | Montenegro          | 2:1 (1:1) | Geòrgia             |
| 10 d'octubre de 2009   | Larnaca   | Xipre               | 4:1 (2:1) | Bulgària            |
| 10 d'octubre de 2009   | Dublín    | República d'Irlanda | 2:2 (1:1) | Itàlia              |
| 14 d'octubre de 2009   | Dublín    | República d'Irlanda | 0:0       | Montenegro          |
| 14 d'octubre de 2009   | Parma     | Itàlia              | 3:2 (0:1) | Xipre               |
| 14 d'octubre de 2009   | Sofia     | Bulgària            | 6:2 (6:1) | Geòrgia             |

### Grup 9
| Equip         | Pts | PJ | PG | PE | PP | GF | GC | Dif |
| ------------- | --- | -- | -- | -- | -- | -- | -- | --- |
| Països Baixos | 24  | 8  | 8  | 0  | 0  | 17 | 2  | +15 |
| Noruega       | 10  | 8  | 2  | 4  | 2  | 9  | 7  | +2  |
| Escòcia       | 10  | 8  | 3  | 1  | 4  | 6  | 11 | -5  |
| Macedònia     | 7   | 8  | 2  | 1  | 5  | 5  | 11 | -6  |
| Islàndia      | 5   | 8  | 1  | 2  | 5  | 7  | 13 | -6  |

| 6 de setembre de 2008  | Oslo      | Noruega       | 2:2 (1:1) | Islàndia      |
| 6 de setembre de 2008  | Skopje    | Macedònia     | 1:0 (1:0) | Escòcia       |
| 10 de setembre de 2008 | Skopje    | Macedònia     | 1:2 (0:0) | Països Baixos |
| 10 de setembre de 2008 | Reykjavík | Islàndia      | 1:2 (0:1) | Escòcia       |
| 11 d'octubre de 2008   | Glasgow   | Escòcia       | 0:0       | Noruega       |
| 11 d'octubre de 2008   | Rotterdam | Països Baixos | 2:0 (1:0) | Islàndia      |
| 15 d'octubre de 2008   | Reykjavík | Islàndia      | 1:0 (1:0) | Macedònia     |
| 15 d'octubre de 2008   | Oslo      | Noruega       | 0:1 (0:0) | Països Baixos |
| 28 de març de 2009     | Amsterdam | Països Baixos | 3:0 (2:0) | Escòcia       |
| 1 d'abril de 2009      | Amsterdam | Països Baixos | 4:0 (3:0) | Macedònia     |
| 1 d'abril de 2009      | Glasgow   | Escòcia       | 2:1 (1:0) | Islàndia      |
| 6 de juny de 2009      | Skopje    | Macedònia     | 0:0       | Noruega       |
| 6 de juny de 2009      | Reykjavík | Islàndia      | 1:2 (0:2) | Països Baixos |
| 10 de juny de 2009     | Skopje    | Macedònia     | 2:0 (1:0) | Islàndia      |
| 10 de juny de 2009     | Rotterdam | Països Baixos | 2:0 (1:0) | Noruega       |
| 12 d'agost de 2009     | Oslo      | Noruega       | 4:0 (2:0) | Escòcia       |
| 5 de setembre de 2009  | Reykjavík | Islàndia      | 1:1 (1:1) | Noruega       |
| 5 de setembre de 2009  | Glasgow   | Escòcia       | 2:0 (0:0) | Macedònia     |
| 9 de setembre de 2009  | Oslo      | Noruega       | 2:1 (2:0) | Macedònia     |
| 9 de setembre de 2009  | Glasgow   | Escòcia       | 0:1 (0:0) | Països Baixos |

## Fase de repesca
Els vuit millors segons de grup participen en la fase de repesca.
| República d'Irlanda | 0 - 1 | França     |
| ------------------- | ----- | ---------- |
|                     | Fitxa | Anelka 72' |

| França      | 1 - 1 (Prò.) | República d'Irlanda |
| ----------- | ------------ | ------------------- |
| Gallas 103' | Fixta        | Keane 32'           |

França es classifica per la Copa del Món 2010
| Portugal        | 1 – 0 | Bòsnia i Hercegovina |
| --------------- | ----- | -------------------- |
| Bruno Alves 31' | Fitxa |                      |

| Bòsnia i Hercegovina | 0 - 1 | Portugal          |
| -------------------- | ----- | ----------------- |
|                      | Fitxa | Raul Meireles 56' |

Portugal es classifica per la Copa del Món 2010
| Grècia | 0 – 0 | Ucraïna |
| ------ | ----- | ------- |
|        | Fitxa |         |

| Ucraïna | 0 - 1 | Grècia           |
| ------- | ----- | ---------------- |
|         | Fitxa | Salpinguidis 31' |

Grècia es classifica per la Copa del Món 2010
| Rússia                 | 2 – 1 | Eslovènia  |
| ---------------------- | ----- | ---------- |
| Bilialetdínov 40', 52' | Fitxa | Pečnik 87' |

| Eslovènia | 1 - 0 | Rússia |
| --------- | ----- | ------ |
| Dedič 44' | Fitxa |        |

Eslovènia es classifica per la Copa del Món 2010